# Movimento lesbico

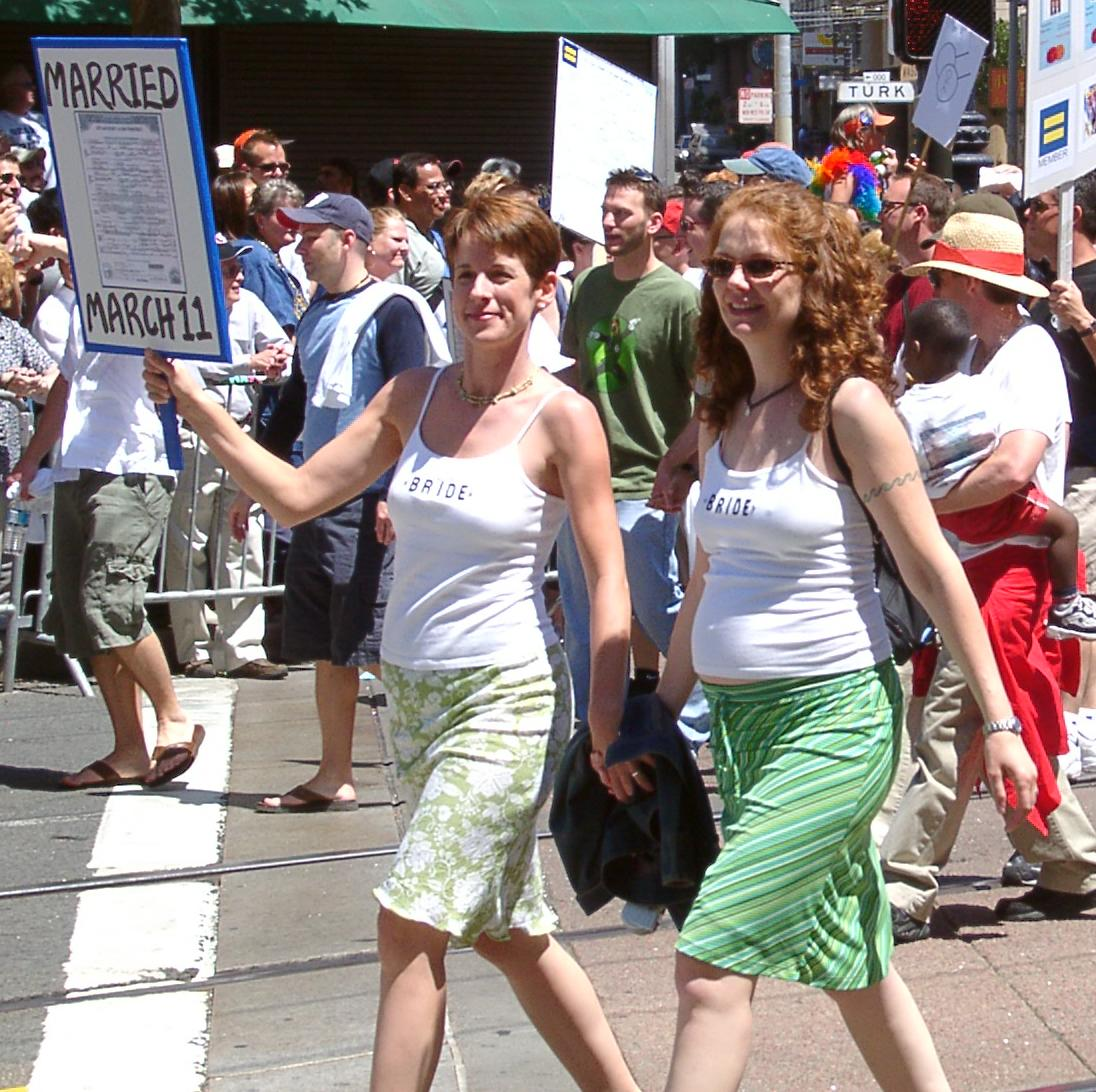
Una coppia di lesbiche sposate al San Francisco pride 2004

Movimento lesbico è un termine generico che comprende varie posizioni e prospettive politiche;  con esso normalmente si intende l'insieme di attività (culturali, sociali, politiche etc) finalizzate al pieno riconoscimento della soggettività lesbica e dei diritti civili delle donne lesbiche.
Si esplicita in contesti politici, in gruppi e associazioni attraverso le quali costruire una cultura e un agire comune.

## Storia

### Il"femminismo lesbico"degli anni Settanta e inizio Ottanta
Il lesbismo come movimento politico è un fenomeno assai recente il cui sorgere in Italia è databile all'incirca a metà anni settanta. Il primo nodo che le donne omosessuali politicamente impegnate negli anni Settanta si trovano a dover sciogliere è proprio quello di operare una distinzione tra omosessualità e lesbismo. 
Parlare genericamente di omosessualità significa considerare esclusivamente una "peculiarità" riguardante l'ambito strettamente sessuale; questo è ritenuto riduttivo o quanto meno insufficiente dalle donne lesbiche che criticano la società patriarcale, una società che nega la possibilità di una sessualità altra rispetto a quella etero-riproduttiva funzionale al piacere/potere dell'uomo.
Parlare di lesbismo, al contrario, significa porsi in una situazione di alterità rispetto al modello prevalente ed essere intenzionate a sovvertirlo. Dopo la metà degli anni Settanta si comincia infatti a discutere tra donne del lesbismo come di un fatto politico, non più strettamente personale, che investe tutta l'esistenza di una donna e induce a costruire e sperimentare nuovi modi di relazioni interpersonali, di stili di vita e della stessa sessualità. Nel 1974 un numero del giornale del FUORI! (Fronte Unitario Omosessuale Rivoluzionario Italiano) interamente redatto da donne documenta come le istanze femministe (il rifiuto del patriarcato capitalista e maschilista e la constatazione della misoginia dei "fratelli omosessuali") fossero presenti anche nell'ambito di un'organizzazione omosessuale "mista" di donne e uomini federata al Radicali e attiva nella lotta per la liberazione dall'oppressione eterosessuale.
La stragrande maggioranza delle lesbiche che dalla fine degli anni Settanta cominceranno ad ingrossare le file del vero e proprio movimento lesbico hanno alle spalle una militanza nel movimento femminista ma anche le donne associate al FUORI! si definiscono lesbiche e femministe. Il rapporto tra lesbismo e femminismo è quindi molto stretto e questa vicinanza è ragione sia di arricchimento che di profonde divergenze. In molti documenti infatti si ribadisce, da parte delle lesbiche, il desiderio di non creare ulteriori separazioni fra donne, strumentali al potere patriarcale che da sempre le vuole divise per diminuirne la forza; il ritenersi parte integrante dell'allora diffusissimo movimento femminista; l'impegno forte e costante nel sostenere le battaglie delle donne etero quali quelle per divorzio e aborto sebbene non le riguardino se non indirettamente.
D'altronde, il fatto che le donne lesbiche comincino a parlare di più ed a "venir fuori" anche solo all'interno del proprio collettivo femminista separatista è da considerarsi un fatto importantissimo per il movimento tutto. Un caso particolarmente felice e degno di nota è, da questo punto di vista, quello del collettivo romano di via Pompeo Magno, coordinamento di gruppi femministi a cui appartengono sia donne etero che lesbiche dichiarate.
L'apporto delle lesbiche è stato determinante per l'evoluzione della pratica e del pensiero femminista. La sessualità e l'affettività sono centrali nella definizione di lesbica e questo impedisce di separare nettamente i momenti della vita privata da quelli della vita pubblica. Ne segue la necessità, anzi il bisogno, di riflettere su sé stesse, di scardinare pregiudizi e mettere in discussione gli stereotipi legati alla ruolizzazione maschio/femmina nei rapporti amorosi. La coscienza di una sessualità e di uno stile di vita propri, ovvero libera dall'ingerenza anche solo simbolica del mondo maschile, è la dimostrazione del fatto che le donne non sono il complemento oggetto dell'uomo. La cosiddetta rivoluzione sessuale, per le donne non è liberazione se lascia inalterato il sistema patriarcale di ineguaglianza tra i sessi. I rapporti tra donne, intesi in senso lato come relazioni privilegiate che non implicano necessariamente il momento amoroso, sono la pratica politica da seguire per costruire un'identità "donnica" (il termine venne coniato proprio dal "Pompeo Magno").
Il femminismo rivoluzionario non si accontenta di mediare con il maschio chiedendo piccole concessioni che lasciano sostanzialmente inalterata la struttura del dominio maschile. La relazione tra donne permette di fornirsi di strumenti nuovi non inquinati dal potere patriarcale e di far emergere  anche la contraddizione "donna-donna" (ossia tra donne eterosessuali e lesbiche) dovuta al diverso oggetto verso cui è diretto il proprio agire e sentire. Nel primo caso, verso gli uomini; nel secondo, verso le altre donne. Da principio nel movimento femminista c'è la tendenza a considerare il lesbismo solo come una scelta personale, eventualmente inseribile nel contesto più ampio del diritto all'autodeterminazione delle donne. Ma anche dopo il superamento di quest'idea che sostanzialmente rendeva invisibili le lesbiche, le difficoltà permangono, soprattutto a livello delle pratiche politiche. Le lesbiche infatti non vogliono seguire lotte e scadenze imposte dall'esterno, come quelle organizzate da partiti o sindacati; distinguono fra una politica dei desideri (che parte dalle aspirazioni e dalle esigenze delle donne) e una politica dei bisogni (prodotta da un pensare/agire che continua ad avere l'uomo come unico referente autorevole). I piani sono evidentemente molto diversi e poiché nei bisogni viene fatto rientrare pressoché tutto il contingente, le lesbiche sono di fatto assenti, almeno formalmente, da momenti rivendicativi quali manifestazioni ed eventi pubblici, inclusi quelli omosessuali.
A partire dalla seconda metà degli anni Settanta nascono i primi collettivi esclusivamente lesbici: Rifiutare a Roma, Donne Omosessuali a Milano, Brigate di Saffo a Torino, Artemide e Identità Negata sempre a Roma e collettivo Narciso (parte di Lambda). È questo un momento di riflessione critica sul concetto di separatismo, che  per le etero al massimo è limitato all'ambito politico mentre per le lesbiche più integraliste dovrebbe riguardare tutto l'ambito della vita. Intorno al 1978-1979 avviene una separazione tra femministe eterosessuali e femministe lesbiche. I perché di questo apparente allontanamento sono molteplici; sicuramente influì il fatto che, dopo essere stato all'apice delle sue forze e delle sue possibilità, il movimento femminista ha perso motivazioni ed energie e non riesce più a riunire in sé tutte le differenze che esso stesso aveva contribuito a far sviluppare dal Settanta in poi.
Nel corso degli anni Ottanta il Movimento lesbico continua a crescere sia nell'elaborazione teorica che nel numero di luoghi di aggregazione e d'incontro, autonomo ma in continuo contatto con il resto dell'ancora esistente Movimento femminista.

## Politica dei diritti civili

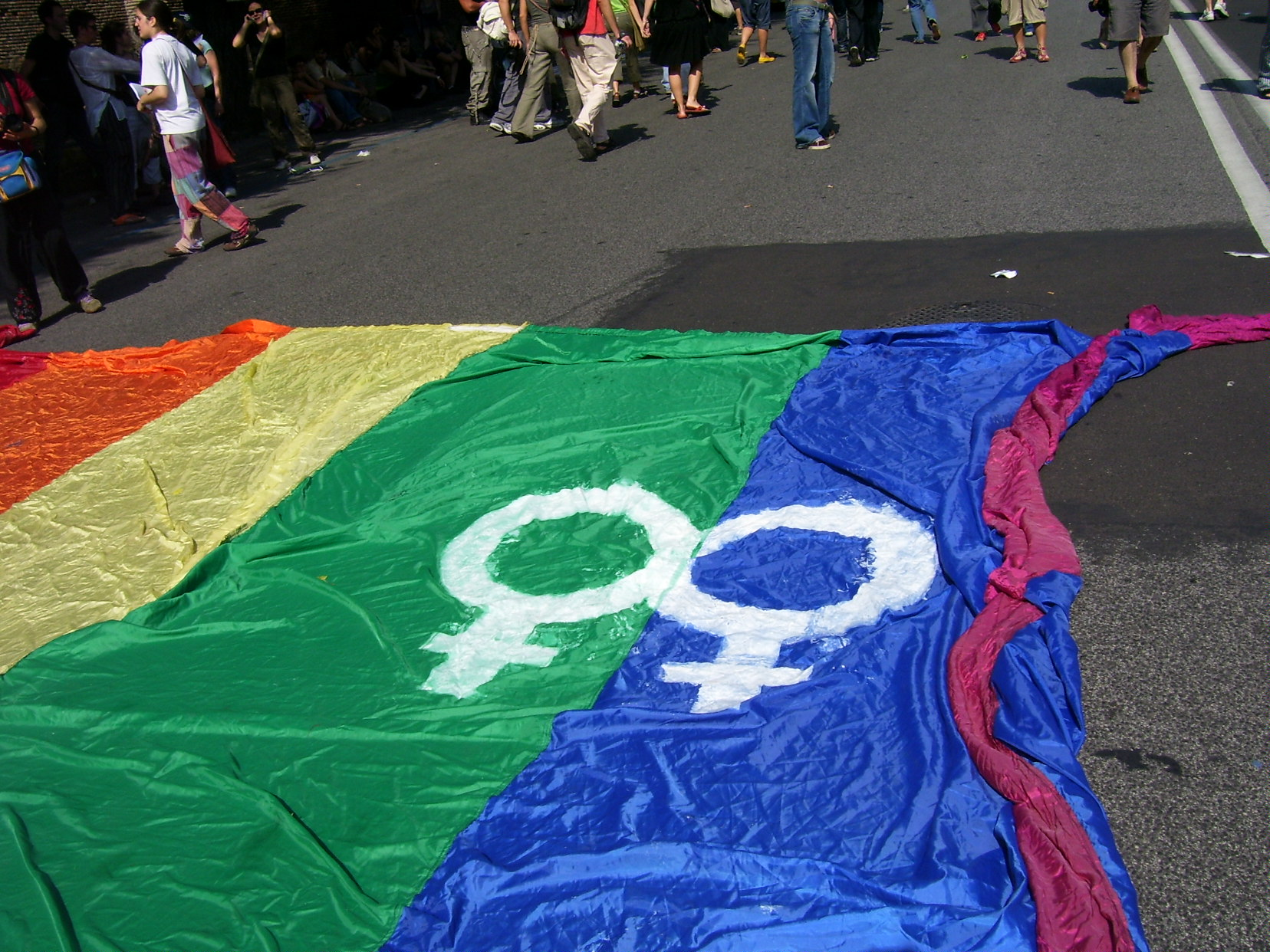
Simboli lesbici al Pride di Roma 2007

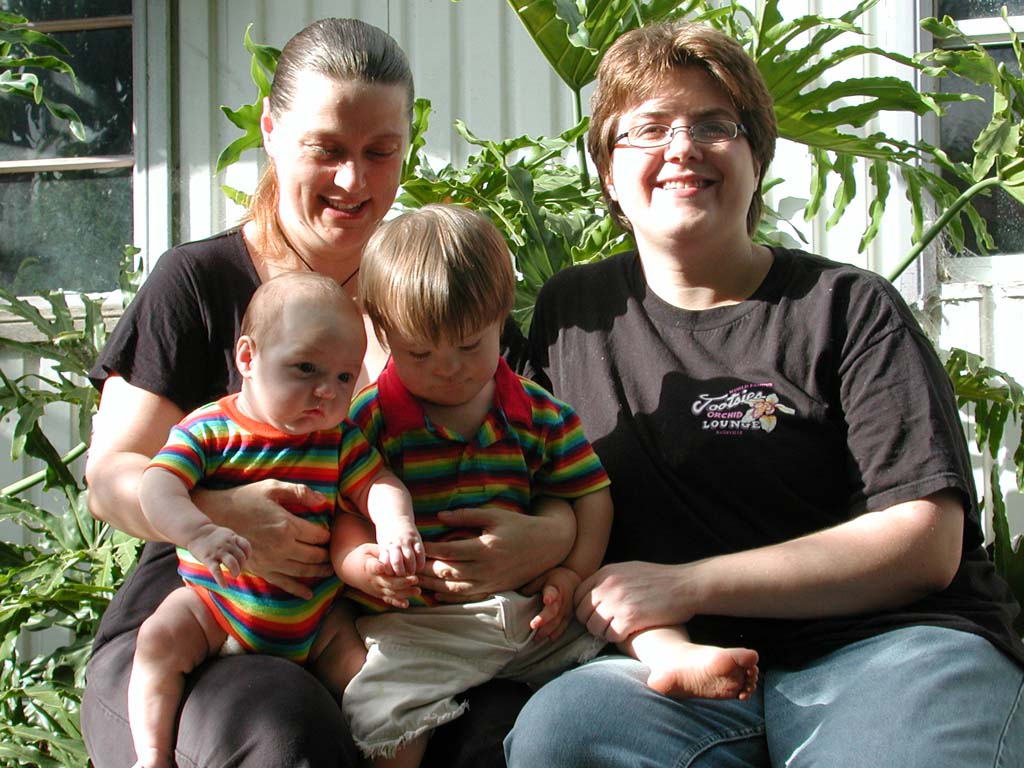
Famiglia lesbica

La politica lesbica è tesa soprattutto a sviluppare:
- Attività culturali a favore del lesbismo
- Attività sociali a favore del lesbismo
- Argomenti e studi relativi alla Storia del lesbismo

E finalizzata in particolare a:
- Riconoscimento e tutela dell'identità e della visibilità lesbica
- Tutela e promozione dei diritti civili, combattendo le discriminazioni

Tra gli altri temi sviluppati dalla politica lesbica, di particolare rilevanza sono quelli relativi alla salute ed alla sessualità, al lavoro (con il contrasto e la denuncia delle discriminazioni nei confronti delle lesbiche e delle donne), alla creazione di reti e di luoghi di aggregazione, all'informazione.
Negli Stati Uniti la comunità lesbica è radicata sul territorio e rivendica i propri diritti; la realtà italiana in materia è relativamente più recente; un ritardo è attribuito all'influenza della forte presenza in Italia del cattolicesimo; critiche vengono mosse, in questo senso, anche ai partiti della sinistra, privi di una cultura aperta nei confronti degli omosessuali e delle lesbiche.
La politica del movimento lesbico non sempre coincide con il movimento dei diritti civili inteso in senso eterosessuale, ma rivendica una totale posizione alternativa con ricerca di modelli diversi. Spesso l'accentuazione astratta del termine "politica" ha portato a un rafforzamento su temi quali i diritti civili, che ha determinato una rimozione della matrice rivoluzionaria del desiderio lesbico.
Per "riconoscimento dei diritti civili" il movimento delle lesbiche intende:
- Esplicitazione del divieto di discriminazione per orientamento sessuale
- Riconoscimento e tutela delle coppie di fatto eterosessuali e omosessuali
- Poter scegliere se contrarre matrimonio o no con la propria compagna
- Poter essere madre del figlio della propria compagna e poter adottare assieme a lei
- Accesso delle persone singole a tutte norme in materia di genitorialità